# Nerina Pallot
Nerina Natasha Georgina Pallot (Londra, 26 aprile 1974) è una cantautrice britannica.

## Biografia
Pallot suonava il piano quando era bambina e scrisse la sua prima canzone all'età di 13 anni. Ha identificato vedere cantante la pianista Kate Bush eseguire la sua canzone hit Work This Woman in televisione come un catalizzatore per lei per intraprendere una carriera musicale. Ha frequentato la Jersey College for Girls.

## Carriera

### Dear Frustrated Superstar (2001-2003)
Pallot ha pubblicato il suo album di debutto, Dear Frustrated Superstar, con la casa discografica Polydor Records nel mese di agosto 2001. Da quest'album sono stati estratti e pubblicati due singoli commerciali, Patience e Alien, con un terzo, If I Know You messo in discussione, un video per cui è stato girato, ma non è mai stato mostrato pubblicamente. Il suo album è stato ritirato poco prima di un tour, in attesa di una ristampa pianificata.

### Fires (2005-2007)
Il suo secondo album, Fires, è stato pubblicato nell'aprile 2005, pubblicato dalla sua propria etichetta indipendente, Idaho. È stato pubblicato dalla Chrysalis Music Publishing. Il primo singolo estratto dall'album è stato Everybody's Gone to War, che è entrato nelle playlist degli sulla maggior parte delle principali emittenti radiofoniche britanniche. Il video è stato mostrato nella maggior parte delle stazioni televisive e musicali e anche sul suo profilo di MySpace. Il singolo è diventato il terzo brano più suonato nelle radio britanniche della settimana prima della sua uscita, e ha raggiunto la numero 14 nella Official Singles Chart. Nell'aprile del 2006 viene pubblicata una versione più aggiornata dell'album. Il secondo singolo estratto dall'album è stato Sophia, una versione ri-registrata, creata a Los Angeles insieme a al produttore Mitchell Froom, ed è entrata nella classifica dei singoli del Regno Unito al numero 32. Nell'aprile 2007, la canzone è stata nominata per il premio Ivor Novello. Nello stesso anno viene lanciato il terzo ed ultimo singolo intitolato Learning to Breathe.

### The Graduate (2009-2010)
The Graduate, il terzo album della Pallot, è stato pubblicato il 5 ottobre 2009 nel Regno Unito. Il primo singolo estratto dall'album è stato Real Late Starter, pubblicato per il download e in edizione limitata 7 in vinile il 28 settembre 2009. Il video musicale del brano è stato diretto da Marc Klasfeld, che ha già diretto il videoclip di Pallot Everybody Gone to War nel 2006.

### Year of the Wolf (2011-attuale)
Nel luglio 2010, Nerina ritorna in studio alla Geffen Records e alla A&R. Nerina ha confermato che il suo nuovo album sarà intitolato Year of the Wolf tramite la sua pagina Twitter, il 21 gennaio 2011. Il primo singolo è stato Put Your Hands Up, uscito il 24 aprile 2011. L'album era previsto per la pubblicazione in etichetta Geffen, il 30 maggio 2011 secondo la pagina Twitter di Nerina il 9 marzo 2011, ma la data di uscita è stata posticipata al 13 giugno 2011, in seguito ad un cambiamento annunciato via Twitter il 5 maggio 2011. La data di uscita americana è stata il 21 giugno 2011.

## Discografia
- 2001 – Dear Frustrated Superstar, CD, Polydor Records
- 2005 – Fires, CD, Idaho Records, ripubblicato nel 2006 dalla 14th Floor Records
- 2009 – The Graduate, CD, Idaho Records The Echo Records
- 2011 – Year of the Wolf, CD, Geffen Records
- 2015 – The Sound and the Fury, Idaho Records
- 2017 – Stay Lucky, Idaho Records